# Physandra halimocnemis
Physandra halimocnemis là loài thực vật có hoa thuộc họ Dền. Loài này được (Botsch.) Botsch. miêu tả khoa học đầu tiên năm.